# Вільям Ротслер
Чарльз Вільям Ротслер (англ. Charles William Rotsler, 3 липня 1926 — 18 жовтня 1997) — американський художник та автор письменник-фантаст, карикатурист, фотограф і порнограф. Ротслер був чотириразовим лауреатом премії «Г'юго» та одноразовим номінантом на премію «Неб'юла».
Спадщина Ротслера містить десятки матових кольорових малюнків, неопубліковані рукописи та альбоми оригінальних творів мистецтва, є частиною колекції Ітонав Каліфорнійському університеті в Ріверсайді.

## Кар'єра

### Кар'єра у порнографічній індустрії
З 1958 року Ротслер брав участь у порнографічній індустрії, спочатку як фотограф на зніманні фільмів для дорослих, а пізніше як режисер і актор.
У 1966 році Ротслер створив «Adam Film Quarterly», пізніше названий «Adam Film World» (грец. «Adam_Film_World»), як журнал-брат журналу Knight Publishing Adam. «Adam Film Quarterly» показував жіноче оголення, але лише імітацію статевих актів. Журнал також надав коментарі щодо симуляції порнографії, яку інші ЗМІ не висвітлювали .
Як побічний продукт висвітлення фільмів про сексуальну експлуатацію, Ростлер заслужив репутацію письменника, створюючи романізації фільмів про сексуальну експлуатацію для свого журналу, і як порнографічного фотографа.
Через Adam Film Quarterly Ротслер почав використовувати псевдоніми для своїх виступів, зокрема «Шеннон Карс», «Корд Геллер», «Клей МакКорд» і «Меррілл Дакота». Він навіть брав інтерв'ю у себе як цих персонажів у Adam Film Quarterly. Ротслер сказав: «У „незначних“ постановках я був би режисером Шеннон Карс, а якби я знімався, то був би Барні Буном. Якби я знімався у фільмі, знятим Ротслером, я був би Шеннон Карс».
Ротслер був сценаристом, режисером або актором у приблизно двох десятках порнографічних фільмів протягом своєї кар'єри в Бокс-офіс Інтеренешнл Пікчерс.  У 1980-х роках він був оператором голлівудських сегментів французького серіалу Destination Series, ведучим якого був Білл Воррен Ротслер час від часу з'являвся на камеру. 1973 року він також написав «Сучасне еротичне кіно», опубліковане видавництвом Баллантайн Букс та «Penthouse», про порнографічні фільми з естетичної точки зору.

### Наукова фантастика

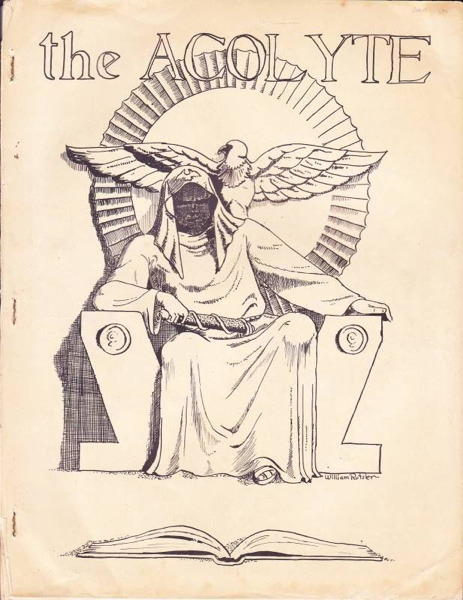
Серед найперших фан-артів Ротслера була ілюстрація обкладинки до The Acolyte 14, 1946

Ротслер був популярним художником-мультиплікатором для багатьох науково-фантастичних журналів. Його перша ілюстрація на обкладинці з'явилася на National Fantasy Fan, vol. 7, випуск 2, опублікований у 1948.
У 1969 році Гарлан Еллісон заохочував Ротслера створювати науково-фантастичні твори.
Він чотири рази отримував премію Г'юго як найкращий митець-аматор: 1975, 1979, 1996 та 1997 років. Він також отримав «ретро-Г'юго» за свою роботу в 1946 році та посів друге місце в 1951 році. Ротслер був відомим відвідувачем науково-фантастичних конференцій Західного узбережжя, де він роздавав свої ілюстрації. Він також є автором «Правил Ротслера щодо костюмів», які стосуються косплею, який часто зустрічається на цих конвенціях. Він пожартував, що «люди самі встановлюють правила і завжди знаходять лазівки». Завдяки своїм ілюстраціям Ротслер також допоміг увічнити образ шанувальників наукової фантастики, які носять шапочки з пропелерами propeller beanies.
Найвідомішій твір Ротслера як письменника оповідання «Покровитель мистецтв» (1972); він був розширений до роману в 1974 році під тією ж назвою, що був фіналістом премії «Г'юго та Неб'юла» за найкращий роман. 1982 року Ротслер опублікував кілька уривків із Star Trek для дітей для Wanderer Books Wanderer Books. Йому приписують перше використання Ніоти як імені Ухури. Ротслер був джерелом назви оповідання Гарлана Еллісона «У мене немає рота, і я мушу кричати» (1967). Це було взято з його дозволу, з підпису до мультфільму Ротслера про ганчіркову ляльку без рота.

## Вшанування
Премію Ротслера, названу на честь Ротслера, щорічно присуджує на Лосконі Інститут фанатських інтересів Південної Каліфорнії, щоб відзначити «працю видатних фанатів за все життя». Нагорода передбачає гонорар у US$300 .
| Назва                     | Рік  | Роль                             | Примітки                      | Джерело       |
| ------------------------- | ---- | -------------------------------- | ----------------------------- | ------------- |
| Агонія кохання            | 1966 | Бітник (в титрах як Шеннон Карс) | режисер, сценарист і продюсер | [ 28 ]        |
| Дівчина з голодними очима | 1967 | Браян (в титрах як Шеннон Карс)  | режисер, сценарист і продюсер | [ 14 ] [ 29 ] |
| Богомол в мереживі        | 1968 |                                  | режисер                       | [ 14 ]        |
| Величезна північ          | 1968 |                                  | режисер                       | [ 30 ] [ 31 ] |
| Жінки Шеннон              | 1969 | Шеннон                           | зазначається як Шеннон Карс   | [ 32 ]        |
| Будинок болю і насолоди   | 1969 |                                  | режисер                       | [ 30 ] [ 33 ] |
| Вулиця тисячі задоволень  | 1972 |                                  | режисер                       | [ 14 ]        |

### Серія романів «Марвел» (англ.«Marvel») (1979)
| No. | Назва                                                                 | Дата        | ISBN          |
| --- | --------------------------------------------------------------------- | ----------- | ------------- |
| 6   | Та назви мого вбивцю … Модоком! (англ. «And Call My Killer … Modok!») | травня 1979 | 0-671-82089-3 |
| 7   | Нічний кошмар! (англ. «Nightmare!»)                                   | червня 1979 | 0-671-82088-5 |

Ротслер і його колега, Шарман Дівоно, також насолоджувалися жартівливою появою в Daredevil (серія Marvel Comics) #142 і #143 (1977). «Білл» Ротслер і його дівчина Шармен, одягнені як Тарзан і Джейн, перебувають у африканських джунглях на даху Мангеттена, створеному Ротслером, коли на них нападають суперлиходії Кобра та містер Хайд, які хочуть викрасти його колекцію рідкісних книг.

### Том Свіфт(1981—1982)
Опубліковані спільно з співавтором Шерманом ді Воно під спільним псевдонімом Віктором Еплтоном.
| No. | Назва                                                                | Дата        | ISBN          |
| --- | -------------------------------------------------------------------- | ----------- | ------------- |
| 1   | Місто в зірках (англ. «The City in the Stars»)                       | липня 1981  | 0-671-41120-9 |
| 2   | Терор на супутниках Юпітера (англ. «Terror on the Moons of Jupiter») | липня 1981  | 0-671-41182-9 |
| 3   | Зонд прибульців (англ. «The Alien Probe»)                            | липня 1981  | 0-671-42538-2 |
| 4   | Війна у відкритиому космосі (англ. «War in Outer Space»)             | липня 1981  | 0-671-42539-0 |
| 5   | Астральна фортеця (англ. «The Astral Fortress»)                      | січня 1982  | 0-671-43369-5 |
| 6   | Рятувальна місія (англ. «The Rescue Mission»)                        | лютого 1982 | 0-671-43370-9 |

### Зоряний шлях(1982—1984)
Відредагувала та написала Венді Баріш, яка не вказана.
- Зоряний шлях II: Біографії (довідка). Перша згадка про ' Ухури, Ніота. Інший вміст не є  канонічним[en].
- Виклик лиха (книга-гра)
- Зоряний шлях 2: Оповідання (антологія)

#### Пошуки Спока(1984)
- Зоряний шлях III: оповідання (антологія)
- Вулканські скарби (книга-гра)